# Maurice Rebeix
Maurice Rebeix, né en 1954 à Paris, est un photographe, voyageur, conférencier et écrivain français habitant à Anglet.

## Cinéma
Maurice Rebeix est initié aux métiers de l’image dans les années 70 par le cinéaste Jean-Paul Janssen, ancien reporter de guerre devenu réalisateur de documentaires.
D’abord assistant-monteur dès 1973, Maurice Rebeix réalise ensuite lui-même le montage de plusieurs documentaires de Jean-Paul Janssen dont Opéra vertical avec Patrick Edlinger.
En 1988, devenu réalisateur, Maurice Rebeix signe le film Arrow Head, road trip où l’on suit Patrick Edlinger à travers différents sites d’escalade aux États-Unis. Dans les années qui suivent, il réalise d’autres documentaires sportifs dont des sujets pour les Nuits de la Glisse, tournée de films liés aux sports de glisse (surf, windsurf, bodyboard, ski, snowboard, etc.) qui font l’objet de séances dans des salles de cinéma à travers la France avec un lancement de la tournée au cinéma Grand Rex à Paris.
En 1991, il réalise pour TF1 une série de reportages intitulée Escalade sur un Monde Précieux où l’on suit Patrick Edlinger sur les cinq continents. En 1998, il réalise Verdon Forever, un documentaire qui réunit deux grands noms de l’escalade, Patrick Edlinger et Patrick Berhault dans les Gorges du Verdon.

## Photographie
Maurice Rebeix s’adonne à la photographie depuis la fin des années 70. Au début des années 80, alors qu’il vit à Montréal, au Québec, il réalise ses premiers reportages en noir et blanc, effectuant deux brefs séjours sur la réserve de Mingan parmi les Indiens Innus (Montagnais) sur la rive nord du fleuve Saint Laurent ou passant plusieurs semaines au sein de la caserne no 5 des pompiers du Service de sécurité Incendie de Montréal. Au début des années 90, il entame une longue suite de séjours hivernaux dans les îles Hawaii où il couvre la saison du surf pour différents magazines. Il publie son premier livre sur le surf en 1992, Hawai’i, Aloha, Surf & Tradition aux éditions Surf Session,. Deux autres ouvrages suivront.
À partir de 1993, Maurice Rebeix s’intéresse au monde des Lakotas (Indiens Sioux) et multiplie les séjours sur les réserves indiennes du Dakota du Sud, principalement celles de Rosebud et Pine Ridge. Il développe de nombreux liens parmi cette population au point d’être accepté au sein du rite le plus important de la spiritualité Lakota, la Danse du Soleil à laquelle il prend part depuis 1999.
En 2002, il publie chez Albin Michel un album de photos intitulé Rêveurs-de-Tonnerre, à la rencontre des Sioux Lakotas,,,, accompagné d’une expo photo qui est inaugurée pour la première édition du Festival America à Vincennes, en 2002.

## Conférences
Depuis le milieu des années 2000, Maurice Rebeix délivre différentes conférences notamment autour du thème « Tous Reliés,». Ces conférences s’appuient sur son parcours personnel auprès des Indiens d’Amérique. Il a notamment l’occasion de délivrer ses conférences auprès du grand public comme à Annecy, à Bordeaux ou à Bayonne mais aussi au sein de différentes entreprises ou de Centres de Jeunes Dirigeants, ceux de Lyon, du Pays basque et de Bordeaux, notamment.
À titre associatif, Maurice Rebeix participe aussi à des animations-causeries auprès du milieu carcéral dans divers centres de détention.

## Publications
- Montréal panache (avec Jacques Dufresne), éditions Inédi, Montréal QC, 1982.
- Hawai’i, Aloha, Surf & Tradition, Éditions Surf Session, Biarritz, 1993.  (ISBN 2950355722)
- Aloha blue (avec Don King), Éditions Vent De Terre, Guéthary, 1997.  (ISBN 9782911109041)
- Rêveurs de tonnerre, Éditions Albin Michel, Paris, 2002.  (ISBN 978-2-226-12954-3)
- Hawai'i Surf Spirit, Éditions Mango, Paris, 2003.  (ISBN 2842703553)
- Grand chien (avec Mickaël Fathi), Éditions Cipango, Durtol, 2021.  (ISBN 1095456377)
- L'Esprit ensauvagé, Éditions Albin Michel, Paris, 2022.  (ISBN 978-2-226-47178-9)

## Articles de presse
- Le Nouvel Obs, par Jacques-André Bertrand : Indiens sans clichés
- Le Dauphiné Libéré :  Nous sommes tous reliés
- Libération, par Eliane Patriarca : Réserves d'énergie
- Libération, par Lionel Froissart : Planches contact à Hawaï
- Marianne, par  Myriam Perfetti : Manifeste pour la dignité d'un peuple
- Sud Ouest, par Félix Dufour : Un Indien dans la ville
- Télérama, par Gilles Heuré : Chroniques indiennes
- Lamono, par Lorena Pedre : Pura vida
- Libération, par Maurice Rebeix : Léonard Peltier, surnommé «le Mandela des Indiens»,
- Seven Sky, par Vanessa Beucher : La photographie pleine d'âme de Maurice Rebeix
- Sud Ouest, par Olivier Bonnefon : Il signe la visite virtuelle du Palais sur Internet
- Sud Ouest, par Jean-Pierre Tamisier : Anglet : le regard du photographe Maurice Rebeix, ami des Indiens, sur l’avenir du massif du Pignada
- The Honolulu Advertiser, par Ronn Ronck : Ohau's north shore surf